# 林邊鄉
22°26′06″N 120°30′52″E / 22.434960°N 120.514316°E

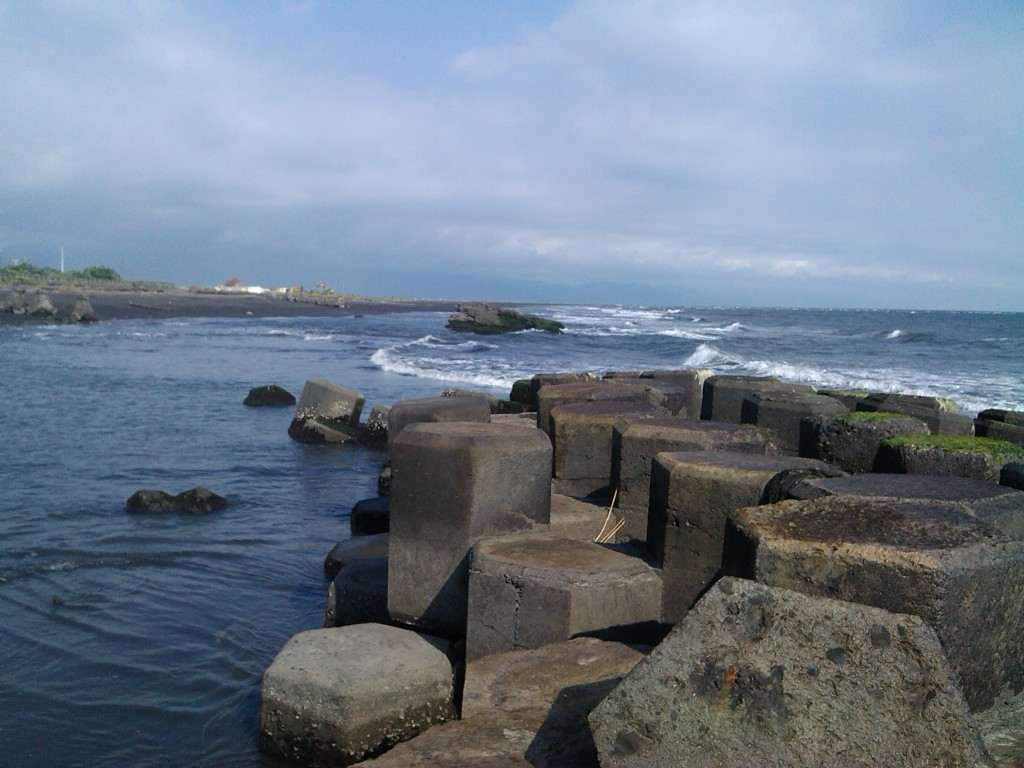
林邊鄉的沙灘

林邊鄉，舊稱「林仔邊」，位於臺灣屏東縣中西部，北臨南州鄉，東鄰佳冬鄉，西北連東港鎮，東北連新埤鄉，西及南濱台灣海峽。全鄉面積15.6233平方公里，是臺灣本島面積最小的鄉。
地處屏東平原，由林邊溪及其支流沖積而成，林邊溪即自此鄉出海，地勢平坦，氣候上同屏東平原其他地區相同，屬於熱帶季風氣候，終年炎熱，適合種植各種如蓮霧、香蕉等熱帶水果及植物，因此更有「蓮霧之鄉」之稱，居民產業以農業及養殖漁業為主，但因為超抽地下水，導致出現地層下陷現象。

## 歷史
林邊鄉舊稱「林仔邊」，係由於早期漢人移居當地時，見當地樹木繁茂，而在此大片綠色叢林旁建立聚落，故名:170。1920年日本人設街庄時，將「林仔邊」簡化為「林邊」:175。
林邊鄉早期是平埔原住民馬卡道族放索社的活動範圍，約在清乾隆年間形成聚落。1920年實施地方改制，易名為「林邊」，於此地設置「林邊庄」，劃歸高雄州東港郡管轄。
1945年10月，中華民國政府接管臺灣，並延續日治時期的街庄劃分，林邊庄改為「林邊鄉」，隸屬屏東縣東港區，鄉下共轄16村:170:292。1951年3月1日，林邊鄉北邊的溪州地區由該鄉分出，另立「溪州鄉」（後改名為「南州鄉」）:170:292。

## 地理

### 地形
林邊鄉位於屏東縣中西部，屏東平原沿海中段，東以林邊溪與佳冬鄉為界，西北鄰東港鎮，北接南州鄉，東北邊與新埤鄉接壤，南臨臺灣海峽。轄區面積為15.6233平方公里，在屏東縣33個鄉鎮市中排行倒數第二位，僅大於琉球鄉:37。全鄉屬於屏東平原的一部份，為林邊溪及其分流在注入臺灣海峽處所沖積形成的三角洲地形，其頂點位於林邊鄉東北端附近，林邊溪及其分流早期即由此處堆積自中央山脈帶入的泥沙，並逐漸向海擴展陸地:45－46。林邊鄉的海岸線為沙質海岸，由西北幾呈直線地向東南延伸，日治時期該鄉沿海的濱外沙洲東北側及田厝南側一帶曾有一潟湖與大鵬灣相通，後已陸化，濱外沙洲上曾存在的沙丘則多被剷除而成建地，剩餘的部分則生長雜林或者成為墓地:46。整體地勢低平，海拔高度介於0至10公尺之間，並由東北端向西南海岸:39。地層主要為沖積層，少部分為沙丘層，皆為新生代第四紀（大約1萬年前）以來形成，沖積層的地質主要由砂與泥組成，沙丘層則主要為海灘沙被風吹至海岸內側並遇植物等障礙物堆積而成:44。

### 水文
林邊鄉東邊有林邊溪流經，為該鄉的主要河川。林邊溪發源於南大武山（中央山脈的一部份，標高2,880公尺）西南麓，主流長度為42.19公里，主要支流為力里溪，並流經泰武、來義、新埤、佳冬、林邊等五鄉，最後在林邊鄉東南端與佳冬鄉的交界處流入臺灣海峽:45、62。林邊鄉的排水系統主要有南埔埤排水、海豐埤排水、八甲頭新埤排水、放索溝、鹽水埔埤等五大排水幹線，以及多條鄉內數個社區的排水，各線交錯成全鄉之排水網:62－63。

### 氣候
林邊鄉的氣溫為夏熱冬暖，並隨著海拔高度的升高而遞減。根據2014年至2016年的氣候資料顯示，林邊鄉年均溫為攝氏25.2度，其中6月至9月月均溫皆在攝氏28度以上，最高溫為6月、7月的攝氏29.3度，最低溫為1月的攝氏18.8度。年平均降雨量為1,799.5毫米，各月雨量最多為8月的526毫米，最少為2月的7.5毫米:55－56。

### 人口
根據屏東縣東港戶政事務所及內政部戶政司統計，2024年底林邊鄉戶數約6.6千戶，人口約1.6萬人，人口密度每平方公里約1,030人，在屏東縣所有鄉鎮市中人口密度排行第五高。鄉內人口最多與最少的村分別是永樂村與中林村，2024年底兩村人口分別為3,287人與745人。

## 政治

### 歷任首長
| 任次 | 姓名   | 黨籍       | 備註 |
| ---- | ------ | ---------- | ---- |
| 1    | 洪吸   |            |      |
| 2    | 姚秋冬 |            |      |
| 3    | 李新丁 |            |      |
| 4    | 李新丁 |            |      |
| 5    | 鄭吉慶 | 中國國民黨 |      |
| 6    | 鄭吉慶 | 中國國民黨 |      |
| 7    | 鄭金城 | 中國國民黨 |      |
| 8    | 林國龍 | 中國國民黨 |      |
| 9    | 黃聰榮 | 中國國民黨 |      |
| 10   | 黃聰榮 | 中國國民黨 |      |
| 11   | 林正一 | 中國國民黨 |      |
| 12   | 林正一 | 中國國民黨 |      |
| 13   | 陳長振 | 無黨籍     |      |
| 14   | 陳長振 | 中國國民黨 |      |
| 15   | 陳朱雲 | 中國國民黨 |      |
| 16   | 鄭信政 | 無黨籍     |      |
| 17   | 陳俊吉 | 無黨籍     |      |
| 18   | 陳俊吉 | 無黨籍     |      |
| 19   | 鄭慶堂 | 民主進步黨 | 現任 |

### 鄉政組織
林邊鄉公所是林邊鄉最高層級的地方行政機關，在中華民國政府架構中為鄉自治的行政機關，同時負責執行縣政府及中央機關委辦事項。林邊鄉的自治監督機關為屏東縣政府。鄉長由全體鄉民直接選舉產生，任期為四年，可連選連任一次。林邊鄉公所並置鄉政會議，為鄉政最高決策機構，在鄉長之下，設有5課4室等9個內部單位及3個附屬機關。
林邊鄉民代表會是林邊鄉的最高民意機關，代表林邊鄉全體鄉民立法和監察鄉政。鄉民代表由公民直選選出，任期為四年，可連選連任。林邊鄉民代表會共有11位鄉民代表，分別為第一選區5席鄉民代表、第二選區4席鄉民代表、第三選區2席鄉民代表，主席、副主席由11位鄉民代表互選產生。

### 行政區
現今林邊鄉行政範圍的確立，來自於1951年3月1日，將原屬林邊鄉的溪州等地劃出為溪州鄉，劃分後初期的林邊鄉共轄8村:295。林邊鄉的行政區劃轄有林邊村、光林村、仁和村、中林村、永樂村、田厝村、崎峰村、水利村、鎮安村、竹林村等10個村，共計170鄰:295。
| 林邊鄉行政區劃                                                               |
| 鎮 安 村 竹 林 村 田厝村 崎峰村 光 林 村 水 利 村 永 樂 村 仁 和 村 林邊村 a |

### 警政治安
- 屏東縣警察局東港分局
  - 林邊分駐所

## 教育

### 國民中學
- 屏東縣立林邊國民中學

### 國民小學

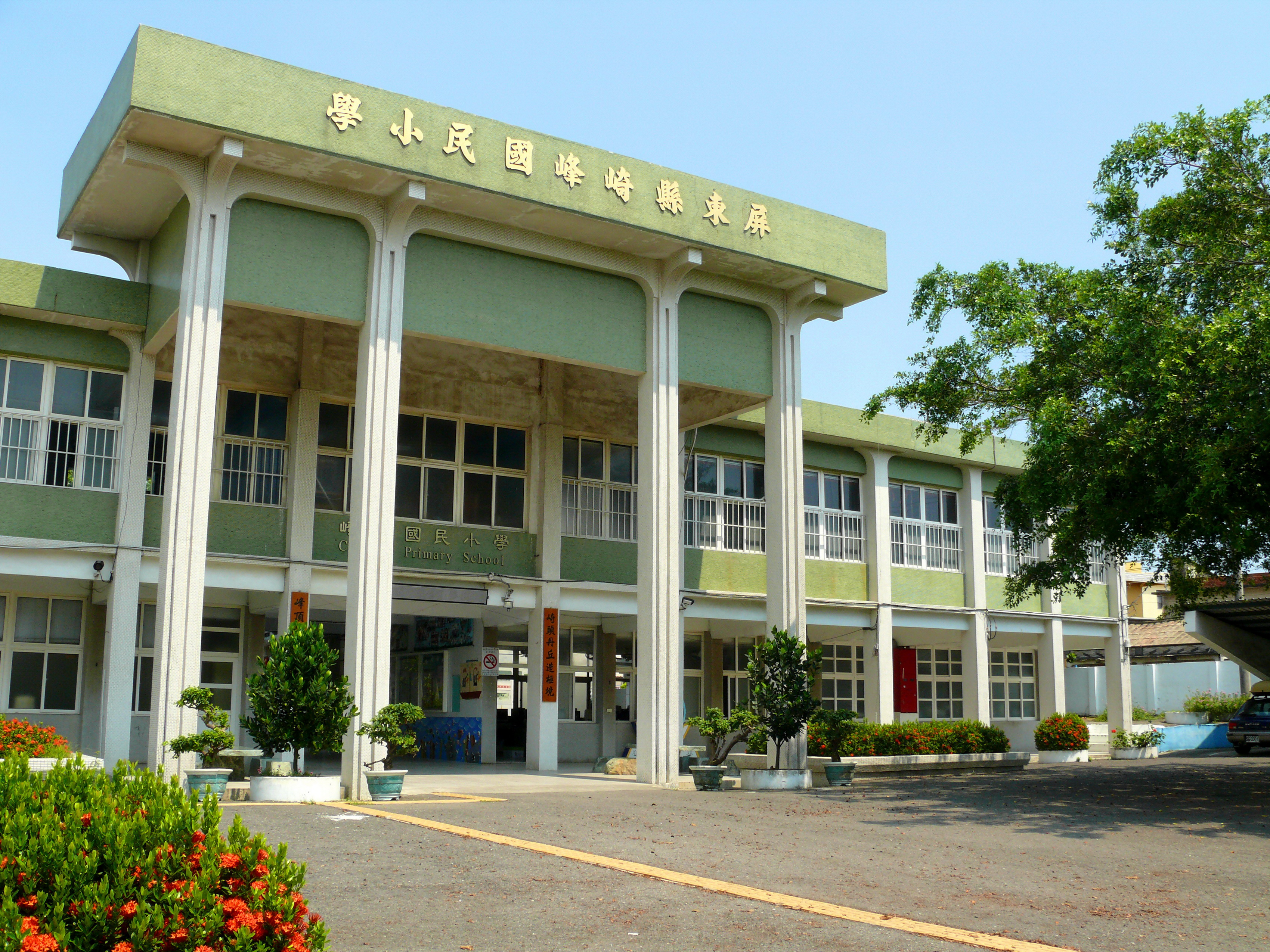
崎峰國小

- 屏東縣林邊鄉林邊國民小學
- 屏東縣林邊鄉仁和國民小學
- 屏東縣林邊鄉崎峰國民小學
- 屏東縣林邊鄉水利國民小學
- 屏東縣林邊鄉竹林國民小學

## 交通

### 鐵路
臺灣鐵路公司
- 屏東線
  - 鎮安車站
  - 林邊車站

### 公路
國道
- Module:Jct第187行Lua错误：bad argument #2 to 'format' (string expected, got table)（福爾摩沙高速公路）
  - 林邊交流道（430k）
  - 大鵬灣端（431k）

省道
- 台17線

縣道
- 縣道189號

鄉道
- 屏73線
- 屏121線
- 屏123線
- 屏124線
- 屏128線
- 屏129線

專用公路
- 屏專3線：大鵬灣環灣道路

### 公共自行車YouBike2.0
YouBike2.0系統於2023年2月1日正式營運，截至2023年11月10日於林邊鄉內設置1處站點。

### 捷運規劃
- 林園東港線：規劃中。[9]
  - 林邊站(LD8)

## 旅遊
- 林邊鄉共融公園
- 真武殿：主祀玄天上帝，創建於1751年
- 忠福宮：主祀三山國王，創建於1761年
- 慈濟宮：主祀天上聖母，創建於1764年
- 林邊官埔北玄宮
- 竹林竹隆宮

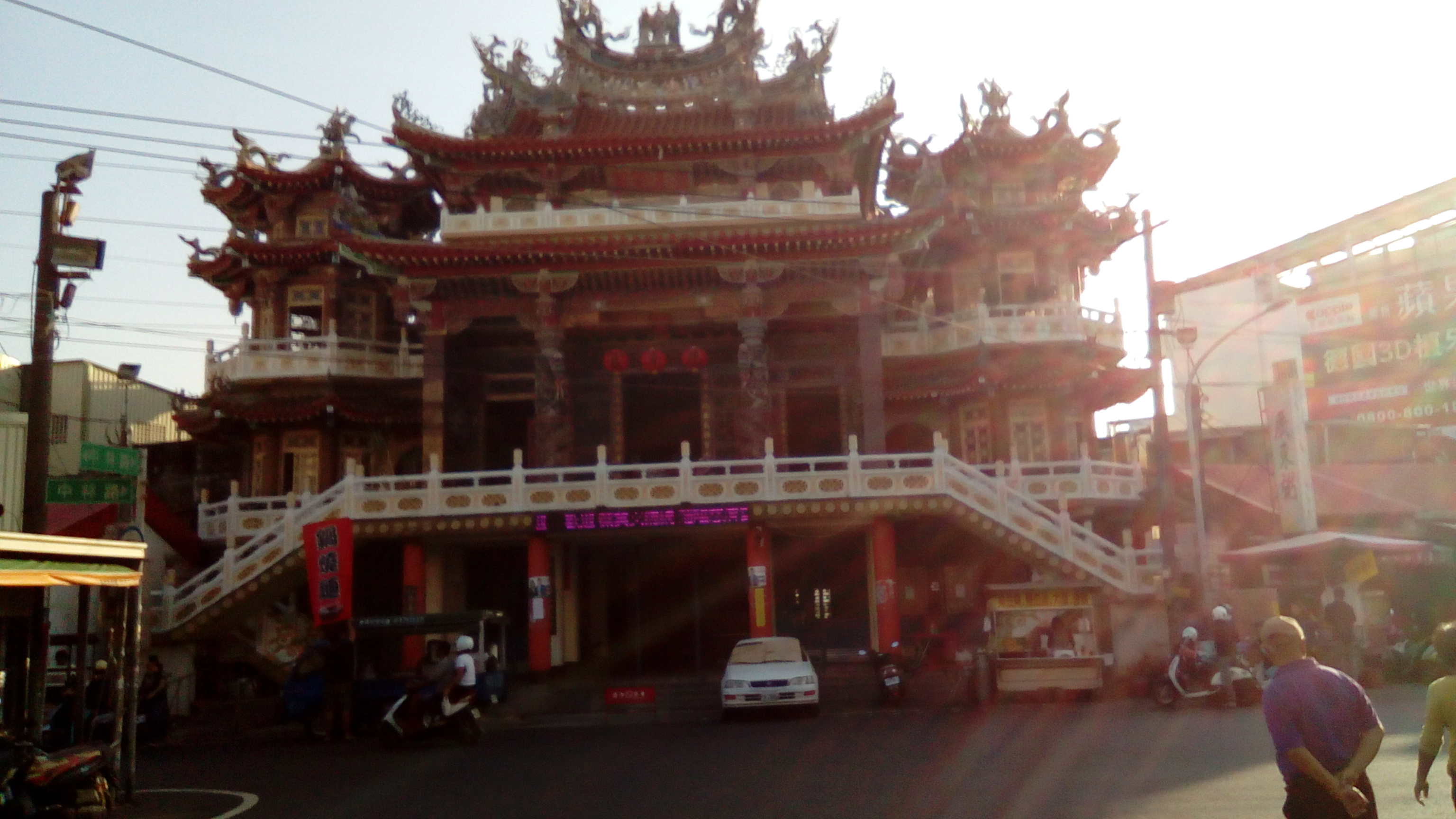
林邊慈濟宮

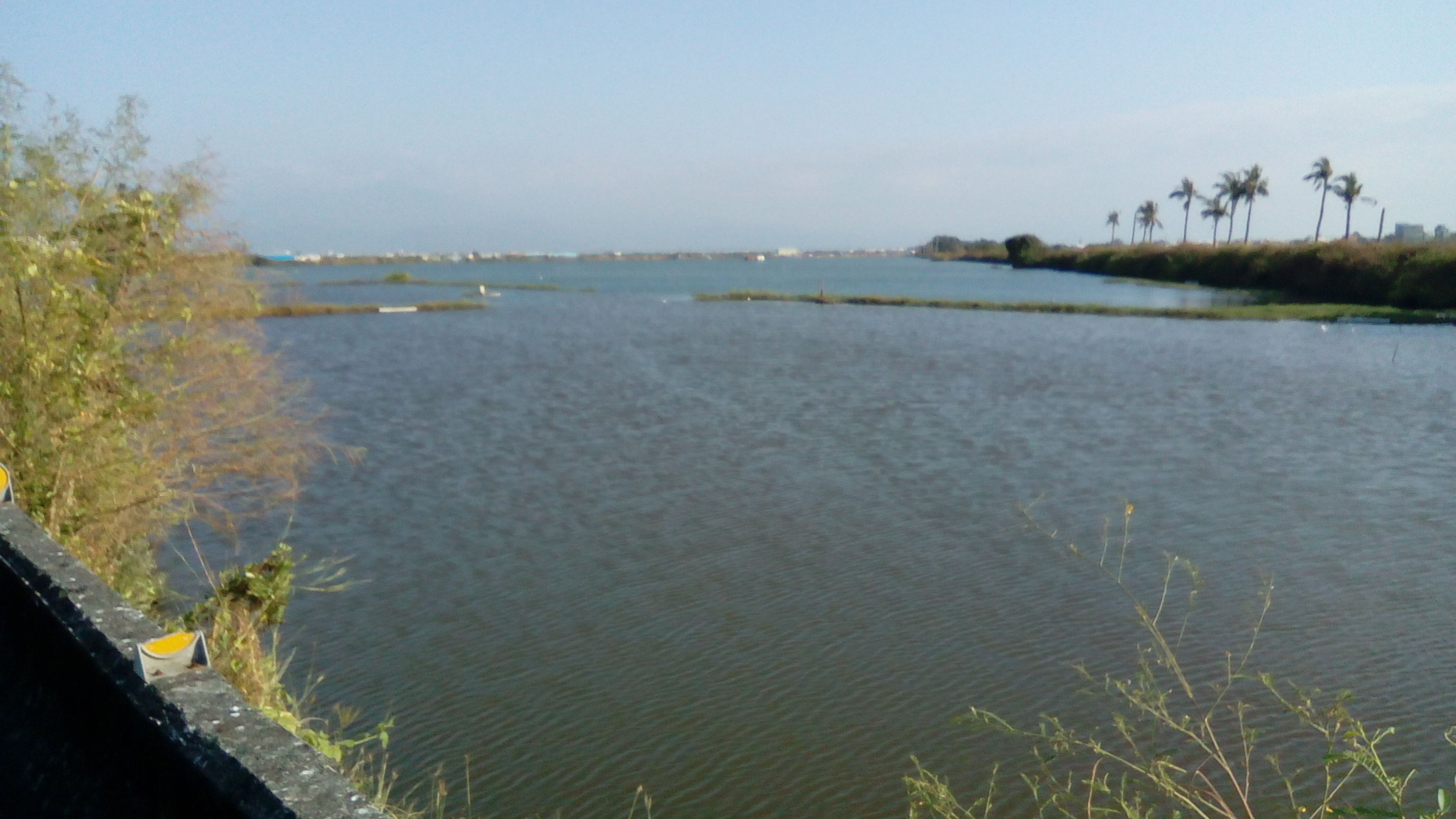
林邊仁和湖

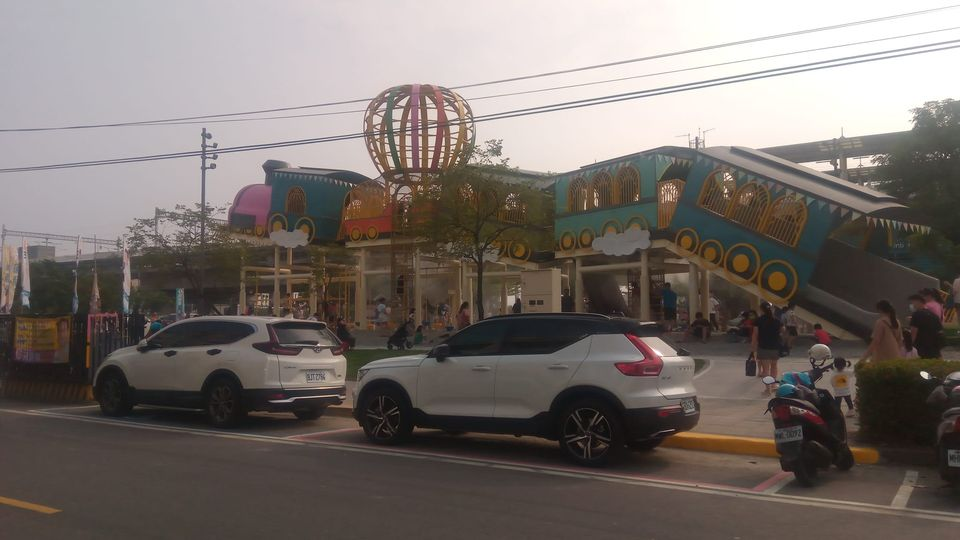
林邊鄉共融公園

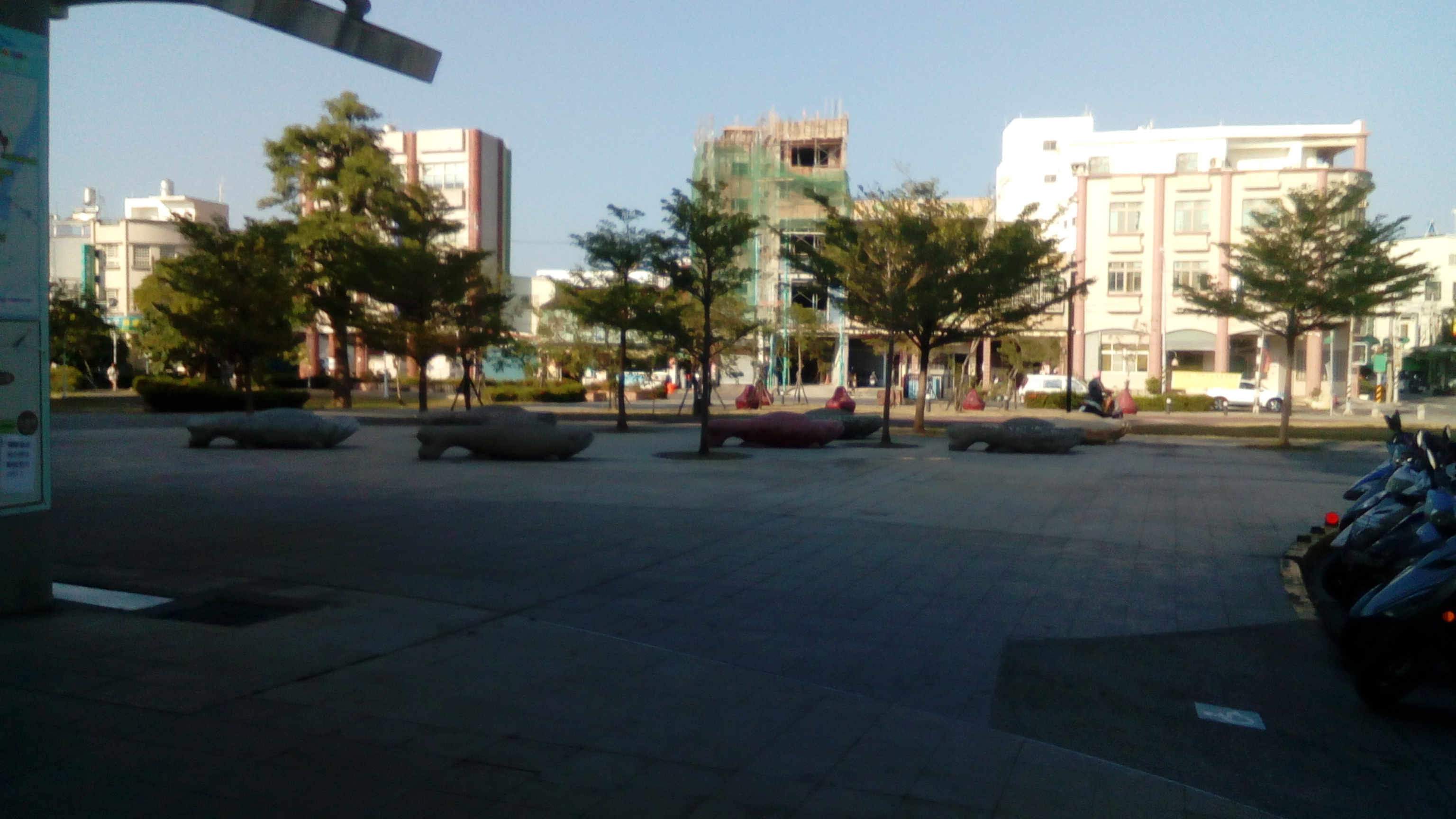
林邊站前公園及造型椅

- 林邊放索普龍殿：又名草茅代天府，主祀池府王爺
- 林邊放索安瀾殿：主祀天上聖母
- 林邊慈貞宮潘姑娘廟：光林村林邊國中大門旁的姑娘廟
- 林邊頭(八角頭)佛山寺
- 仁和湖
- 金良記古厝
- 福記古厝
- 親林公園
- 河濱公園
- 黑珍珠蓮霧綠帶
- 老地方冰果室
- 廟口小吃
- 每週五夜市
- 光采濕地
- Eagle's cafe
- 林邊阮氏宅第及花園

## 特產
- 黑珍珠蓮霧
- 西瓜
- 芎蕉
- 菱角
- 鴨蛋

## 其他

### 八八水災
- 八八水災因中颱莫拉克侵襲台灣伴隨而來的大量雨勢，打破台灣氣象史諸多降雨記錄，造成台灣中南部及東南部嚴重水患，亦為八七水災（1959年）以來最嚴重的水患。
- 林邊部份由於正值台灣鐵路管理局施工林邊鄉鐵路高架化計畫挖開一段林邊溪堤防導致溪水由該處灌入造成全鄉淹沒，水深平均一公尺，最深更有兩公尺。
- 林邊車站鐵軌被泥沙覆蓋，泥沙高度和月台一樣。
- 林邊溪鐵路橋被沖毀，導致鐵路停駛。此外由於太麻里溪鐵橋亦被沖毀，故南迴線與屏東線鐵路短期內僅行駛至南州車站。

## 外部連結
- 林邊鄉公所 （页面存档备份，存于）